# Kid’s Programming Language
Kid’s Programming Language (também conhecido como KPL) é uma linguagem de programação projetada para ser compreendida e atrativa para crianças. Seu nome significa Linguagem de Programação para Crianças. Foi criada por Morrison Schwartz. É a versão gratuita do Phrogram.
Muitas pessoas acreditam incorretamente que as duas linguagens são idênticas. Kid’s Programming Language é gratuita, e Phrogram é comercial. Mesmo o KPL sendo gratuito, não pode ser usado para fins comerciais. KPL não é muito poderosa, e é mais usada para ensinar programação para iniciantes e/ou crianças.

## História
Sua primeira versão foi lançada em agosto de 2004. Sua última versão foi 1.1. A partir desta versão, o projeto passou à se chamar Phrogram. As duas linguagens foram criadas e lançadas por Jonah Stagner, Jon Schwartz, Walt Morrison e David Witus, na empresa Morrison Schwartz.
Em maio de 2008, a linguagem foi descontinuada em prol do Phrogram.